# Albert Puig
Albert Puig Garrich (Tarrasa, España, 1 de abril de 1994) es un nadador español especializado en los 200 metros estilos.
A nivel internacional debutó en el Campeonato de Europa júnior de natación de 2011, celebrado en Belgrado (Serbia), para competir en las pruebas de 200 m estilos (5.º lugar), y los relevos de 4 x 100 m libres (2.º lugar) y 4 x 100 m estilos (7.º lugar).
El año siguiente, en el Campeonato de Europa júnior de natación de 2012 disputado en Amberes (Bélgica), compitió en los 200 m estilos y los 100 m mariposa. En la prueba de estilos obtuvo la medalla de oro con un tiempo de 2:00.95, y en la de mariposa la medalla de bronce parando el cronómetro en 0:53.77. En la prueba de 200 estilos se quedó a muy poco del récord de Europa.
En el Campeonato del Mundo de natación de 2013, celebrado en Barcelona, se clasificó para disputar la prueba de 200 m estilos y los relevos de 4 x 200 m libres. Puig quedó eliminado en la fase preliminar quedando en 21.º lugar con un tiempo de 2:00.49. Y en la prueba de relevos del 4 x 200 m libres logró el récord de España de Relevos de aquella modalidad. 
En el Campeonato de Europa de natación de 2014, celebrado en Berlín, se clasificó para disputar su prueba, los 200 m estilos, y participó también de los relevos de 4 x 200 m libres. Puig pasó a las semifinales con el decimocuarto mejor tiempo, 2.02.61, y en las semifinales se quedó a las puertas de entrar a la final con un tiempo de 2.01.13. 